# Mali Mošunj
Mali Mošunj je naseljeno mjesto u općini Vitez, Federacija Bosne i Hercegovine, BiH.

## Stanovništvo

### 1991.
Nacionalni sastav stanovništva 1991. godine, bio je sljedeći:
ukupno: 757
- Hrvati - 741
- Jugoslaveni - 9
- ostali, neopredijeljeni i nepoznato - 7

### 2013.
Nacionalni sastav stanovništva 2013. godine, bio je sljedeći:
ukupno: 769
- Hrvati - 761
- Srbi - 4
- Bošnjaci - 3
- ostali, neopredijeljeni i nepoznato - 1

## Poznate osobe
- fra Franjo Grebenar, katolički svećenik i humanist

## Znamenitosti
- Starokršćanska bazilika u Malom Mošunju